# Cerâmica plástica
Massa polímera é um tipo de massa moldável com aspeto e propriedades de gel, que tem em sua composição o polímero cloreto de polivinila (PVC). 
É utilizada para modelagem e criação de itens de artesanato, joias, bijuteria, boneco (bonecos e bonecas) e objetos de decorações. Assim, pode ser utilizada em aplicações comerciais como decoração. Atualmente, é possível encontrar arte feita com massa polímera em grandes museus. Também conhecida como polymer clay em inglês.

## História
Baquelite, uma antiga resina, era popular com os designers e era uma forma anterior à massa polímera. Contudo a base fenol da Baquelite era inflamável o que poderia gerar problemas e, por isso, deixou de ser utilizado. Dessa forma, a cerâmica plástica foi formulada para possivelmente tomar o lugar do baquelite. A formulação atraiu a atenção da alemã Käthe Kruse, criadora de bonecas, em 1939. Enquanto não era viável utilizá-la em sua fábrica, Kruse deixou sua filha Sophie, cujo apelido era "Fifi", brincar e modelar a massa. A fórmula, mais tarde, foi vendida para Eberhardt Faber que disponibilizou no mercado com o nome "FIMO" (FIfi's MOdeling compound - Composto de modelagem da Fifi, em português).